# Mikołaj Korzyński
Mikołaj Korzyński (ur. 10 lutego 1973 w Warszawie) – polski muzyk, kompozytor, scenarzysta filmowy.

## Życiorys
Urodził się 10 lutego 1973 w Warszawie. Syn kompozytora Andrzeja Korzyńskiego i Sylwii Sokorskiej-Korzyńskiej (zm. 2023), córki komunistycznego polityka Włodzimierza Sokorskiego. Absolwent Szkoły Muzycznej II stopnia; Studiował nauki polityczne na Uniwersytecie Warszawskim i dziennikarstwo w Wyższej Szkole Komunikowania i Mediów Społecznych im. Jerzego Giedroycia w Warszawie.
W muzyce udzielał się jako pianista. Tworzył aranżacje do muzyki wykonawców oraz muzykę do przedstawień teatralnych. Mając 16 lat, skomponował muzykę do piosenki „Mydełko Fa”. Choć piosenka ta miała charakter prześmiewczy i wedle zamysłu autora miała wykpić muzykę disco polo, stała się w Polsce wielkim przebojem. W młodości tworzył też cykliczną, krótką audycję kabaretową pt. Negliż, emitowaną w Canal+. Jest autorem scenariuszy do komedii filmowych Chłopaki nie płaczą, Poranek kojota oraz wielu innych filmów fabularnych i seriali telewizyjnych. Niekiedy występował też w epizodycznych rolach aktorskich. Został członkiem Polskiej Akademii Filmowej.

## Dyskografia
- Marlena Drozdowska – Dziewczyna Glina (1991): aranżacje[7]
- Marek Kondrat i Marlena Drozdowska – Mydełko Fa (1991): aranżacje i wykonanie[7]
- Marlena Drozdowska – Moje najlepsze (1996): aranżacje[7]

## Filmografia
Kompozytor
- Ostatnia rola (1993)[1]
- Bezsenność (1994)[1]
- Czwarty poziom (1995)[1]
- Chłopaki nie płaczą (1999): muzyka i słowa utworu „Sandały”[1]
- Tygrysy Europy (1999): muzyka utworów „Powiedz mi” i „D.J. Laska in Pueblo”[1]

Scenarzysta
- 13 posterunek (1997–1998): odc. 9, 28, 38[1]
- Chłopaki nie płaczą (1999)[2][1]
- Poranek kojota (2001)[2][1]
- Gulczas, a jak myślisz... (2001)[2][1]
- Król przedmieścia (2002): oraz pomysł filmu[1]
- Haker (2002): dialogi[1]
- Szycie na gorąco (2003)[1]
- Dziki (2004)[1]
- Dziki 2: Pojedynek (2005): odc. 4, 6[1]
- Jeż Jerzy (2010): współpraca scenariuszowa[2][1]
- Boscy w sieci (2013)[1]
- Baron24 (2014)[1]
- Abonent (2013)[2]
- Spokojnie, to tylko ekonomia (2013–2015): operator koparki[1]
- Zziajani (2015)[1]
- Radio, kamera, akcja! (2020)[1]

Aktor
- Gra (2000): Ludwiczak[2][1]
- Gulczas, a jak myślisz... (2001): Stasio[2][1]
- Yyyreek!!! Kosmiczna nominacja (2002): Stasio[2][1]
- Abonent (2013)[2]
- Spokojnie, to tylko ekonomia (2013–2015): operator koparki[1]

Reżyser
- Abonent (2013)[2]